# Ermelino Becker
Ermelino Becker (Rio Negro, 14 de janeiro de 1873 – 9 de outubro de 1929) foi um professor  e político brasileiro.

## Biografia
Filho de Thomaz Becker e d. Zepherina Becker, Ermelino nasceu no interior do Paraná (Rio Negro) no ano de 1873. Iniciou os estudos na capital paranaense e concluiu o magistério na cidade do Rio de Janeiro e ao retornar para seu recanto nativo, trabalhou como professor em escolas públicas e privadas. Paralelamente ao magistério, foi secretário da prefeitura, tabelião de notas e escrivão de órfãos. Colaborou, como correspondente local, para jornais da capital do estado e em alguns periódicos de Rio Negro.
Em meados de 1929 foi eleito deputado estadual, porém, exerceu por muito pouco tempo este mandato.

### Falecimento de homenagem
Faleceu no dia 9 de outubro de 1929.
Em homenagem ao político, a cidade de Rio Negro batizou uma das suas vias centrais de Rua Ermelino Becker.